# Спірін Леонід Васильович
Леонід Васильович Спірін (рос. Леонид Васильевич Спирин; нар. 21 червня 1932 — пом. 23 лютого 1982) — радянський легкоатлет, який спеціалізувався в спортивній ходьбі.
На внутрішніх змаганнях представляв Москву та спортивне товариство «Металург».
Тренувався під керівництвом заслуженого тренера СРСР Анатолія Фруктова.

## Із життєпису
Спортивною ходьбою почав займатись 1951 року.
Перший в історії олімпійський чемпіон у шосейній спортивній ходьбі на 20 кілометрів (1956).
Срібний призер чемпіоната Європи у шосейній спортивній ходьбі на 20 кілометрів (1958).
Срібний призер Всесвітніх студентських ігор у шосейній спортивній ходьбі на 20 кілометрів (1957).
Чемпіон (1958) та брозовий призер чемпіоната (1957) СРСР у шосейній спортивній ходьбі на 20 кілометрів.
Срібний призер Спартакіади народів СРСР у спортивній ходьбі на 20000 метрів стадіоном (1956).
Ексрекордсмен світу у спортивній ходьбі стадіоном на 15000 та 20000 метрів (загалом три ратифікованих рекорди).
Ексволодар вищого світового досягнення у шосейній спортивній ходьбі на 20 кілометрів (1956).
Закінчив Державний центральний інститут фізичної культури за спеціальністю «тренер-викладач» (1957).
По завершенні спортивної кар'єри працював тренером.

## Основні міжнародні виступи
| Рік  | Змагання              | Місто     | Місце | Дисципліна   | Примітки         |
| ---- | --------------------- | --------- | ----- | ------------ | ---------------- |
| 1956 | Олімпійські ігри      | Мельбурн  | 1     | ходьба 20 км | Відео на YouTube |
| 1957 | Всесвітні ігри молоді | Москва    | 2     | ходьба 20 км |                  |
| 1958 | Чемпіонат Європи      | Стокгольм | 2     | ходьба 20 км |                  |

## Визнання
- Заслужений майстер спорту СРСР (1956)
- Кавалер Ордена «Знак Пошани» (1957)